# Tambelang (Krucil)
Tambelang is een bestuurslaag in het regentschap Probolinggo van de provincie Oost-Java, Indonesië. Tambelang telt 5613 inwoners (volkstelling 2010).